# روبرت منساه
روبرت منساه (بالإنجليزية: Robert Mensah)‏ (1939 في غانا - 2 نوفمبر 1971 بتيما في غانا) هو لاعب كرة قدم غاني في مركز حراسة المرمى، شارك في كأس الأمم الأفريقية 1970 وكأس الأمم الأفريقية 1968. وشارك مع منتخب غانا لكرة القدم. أما مع النوادي، فقد لعب مع أشانتي كوتوكو وCape Coast Ebusua Dwarfs ‏.

## وصلات خارجية
- روبرت منساه على موقع الاتحاد الدولي (مؤرشف)  (الإنجليزية)
- روبرت منساه على موقع ناشيونال فوتبول تيمز (الإنجليزية)
- روبرت منساه على موقع أوليمبيديا (الإنجليزية)